# Noppadon Sangnil
Noppadon Sangnil (thailändisch นพดล แสงนิล; * 9. Juli 1977 in Bangkok; Spitzname Saxophon), international meist Noppadol Sangnil geschrieben, ist ein thailändischer Snookerspieler. In den 2000er Jahren spielte er zwei Spielzeiten als Profi auf der Snooker Main Tour. Mittlerweile tritt er unter dem Namen Anekthana Sangnil auf.

## Karriere
Noppadon Sangnil begann mit 13 Jahren mit dem Snookerspielen und war einer der vielversprechendsten Nachwuchsspieler. 1996 und 1997 wurde er thailändischer U-21-Meister. Bei der U-21-Weltmeisterschaft erreichte er das Achtelfinale. Drei Jahre später stand er im Viertelfinale der Amateurweltmeisterschaft. 2000 stand er im Finale der Asienmeisterschaft und verlor gegen Marlon Manalo.
Danach ging Sangnil nach England und spielte 2001/02 seine erste Profisaison. Allerdings gab es für ihn fast nur Auftaktniederlagen. Das einzige Turnier, das herausragte, waren die China Open. Dort gewann er unter anderem gegen Gary Ponting und Patrick Wallace und erreichte die Runde der Letzten 48. Gegen die Nummer 20 der Weltrangliste Dominic Dale verpasste er dann aber den Einzug ins Hauptturnier. Dieses eine Ergebnis war aber zu wenig, um den Profistatus zu behalten.
Er blieb aber in England und versuchte sich über die Challenge Tour erneut zu qualifizieren, doch blieb er in den nächsten beiden Jahren erfolglos. Danach gab er seine Ambitionen vorerst auf. Als Amateur nahm er 2007 für Thailand an den Südostasienspielen teil und gewann die Silbermedaille im Einzel und Gold mit der Mannschaft.
Erst 2008/09 nahm er einen neuen Anlauf. Die Challenge Tour war inzwischen durch die Pontin’s International Open Series mit acht Turnieren ersetzt worden und bereits im ersten Turnier erreichte er das Achtelfinale. Bei Turnier 2 stand er im Finale und verlor nur knapp mit 5:6 gegen Xiao Guodong. Ein weiteres Mal erreichte er das Achtelfinale und insgesamt sammelte er so viele Punkte, dass er in der PIOS-Wertung Platz 7 belegte und damit einen Platz auf der Main Tour gewann. In seiner zweiten Profisaison 2009/10 erreichte er erneut in China, diesmal beim Shanghai Masters sein bestes Ergebnis. Er besiegte James Wattana und David Roe und kam unter die Letzten 64. Danach verlor er aber die weiteren Auftaktpartien und auch der Sieg über Michael White bei der Weltmeisterschaft rettete seinen Profistatus nicht. Unter den 96 Profis belegte er am Saisonende nur Platz 84. Danach beendete er mit 32 Jahren seine Profikarriere.
Zurück in Thailand gewann er 2010 den nationalen Meistertitel. Daraufhin trat er im selben Jahr noch einmal international bei der Amateurweltmeisterschaft an. Er erreichte das Halbfinale, das er mit 5:7 gegen seinen Landsmann Dechawat Poomjaeng verlor. Dieser gewann anschließend auch den Titel.
Später änderte er seinen Namen auf Anekthana Sangnil. Unter diesem Namen nahm er unter anderem 2022 an den beiden Events der Asia-Oceania Q School teil.

## Erfolge
Ranglistenturniere:
- Runde der Letzten 48: China Open (2002)

Qualifikationsturniere:
- Finale: PIOS-Turnier (2008 – Event 2)

Amateurturniere:
- Südostasienspiele: Gold Mannschaft, Silber Einzel (2007)
- Asienmeisterschaft: Finale 2000
- Weltmeisterschaft: Halbfinale 2010
- Thailändischer Meister 2010
- Thailändischer U-21-Jugendmeister 1996, 1997